# Handroanthus vellosoi
Handroanthus vellosoi là một loài thực vật có hoa trong họ Chùm ớt. Loài này được (Toledo) Mattos mô tả khoa học đầu tiên năm 1970.